# Fangita
La fangita és un mineral de la classe dels sulfurs. Rep el nom en honor del doctor Jen-Ho Fang (1929–), químic de cristalls de la Universitat d'Alabama.

## Característiques
La fangita és una sulfosal de fórmula química Tl₃AsS₄. Cristal·litza en el sistema ortoròmbic. La seva duresa a l'escala de Mohs es troba entre 2 i 2,5.
Segons la classificació de Nickel-Strunz, la fangita pertany a «02.KA: Sulfarsenats i sulfantimonats, amb (As, Sb)S₄ tetraedre» juntament amb els següents minerals: enargita, petrukita, briartita, famatinita, luzonita, permingeatita i barquillita.

## Formació i jaciments
Va ser descoberta al districte miner de Mercur, al comtat de Tooele (Utah, Estats Units). També ha estat descrita a Lengenbach (Valais, Suïssa) i al dipòsit d'Àlxar (Kavadarci, Macedònia del Nord). Aquests tres indrets són els únics de tot el planeta on ha estat descrita aquesta espècie mineral.